# Spolbrunn
En spolbrunn är en brunnsanordning med öppningsbart lock, vartill olika sorters avloppsrör ansluter. Funktionen är att möjliggöra renspolning av avloppsrören, vilka annars är oåtkomliga från markytan.
Sediment, sand etc. som därvid spolas ut ur rören fångas upp i spolbrunnen och kan där sugas eller grävas upp, t.ex. av slamsugare. Brunnen fångar upp partiklar också övrig tid men inte lika effektivt som en rensbrunn eftersom den senare i regel har större diameter.